# Arnaudiella
Arnaudiella es un género de foraminífero bentónico de la subfamilia Lepidorbitoidinae, de la familia Lepidorbitoididae, de la superfamilia Orbitoidoidea, del suborden Rotaliina y del orden Rotaliida. Su especie tipo es Arnaudiella grossouvrei. Su rango cronoestratigráfico abarca el Campaniense superior (Cretácico superior).

## Clasificación
Arnaudiella incluye a las siguientes especies:
- Arnaudiella caronae †
- Arnaudiella genistae †
- Arnaudiella grossouvrei †